# Talea
Talea est une commune roumaine du județ de Prahova, dans la région historique de Valachie et dans la région de développement du Sud.

## Géographie
La commune de Talea est située dans le nord-ouest du județ, à la limite avec le județ de Dâmbovița, dans les Monts Bucegi, à 12 km au nord-ouest de Breaza et à 60 km au nord-ouest de Ploiești, le chef-lieu du județ.
La municipalité est composée des deux villages suivants (population en 1992) :
- Plaiu (276) ;
- Talea (1 064), siège de la commune.

## Politique
| Identité             | Période | Période  | Durée  |
| Identité             | Début   | Fin      | Durée  |
| -------------------- | ------- | -------- | ------ |
| Cristian Neagoe (d), | 2012    | En cours | 13 ans |

## Démographie
Lors du recensement de 2011, 99,34 % de la population se déclarent roumains (0,65 % déclarent appartenir à une autre ethnie).
De plus, 99,34 % déclarent être chrétiens orthodoxes (0,65 % déclarent appartenir à une autre ethnie).

## Économie
L'économie de la commune repose sur l'élevage et l'exploitation des forêts.

## Communications

### Routes
La route régionale DJ206 mène vers Breaza et la vallée de la Prahova.